# Flutamide
Flutamide, bán dưới tên thương hiệu Eulexin số những người khác, là một antiandrogen không steroid (NSAA) được sử dụng chủ yếu để điều trị ung thư tuyến tiền liệt. Nó cũng được sử dụng trong điều trị các tình trạng phụ thuộc androgen như mụn trứng cá, mọc tóc quá mức và cường androgen ở phụ nữ. Nó được uống bằng miệng, thường là ba lần mỗi ngày.
Tác dụng phụ ở nam giới bao gồm đau vú và mở rộng, nữ tính hóa, rối loạn chức năng tình dục và bốc hỏa. Ngược lại, thuốc có ít tác dụng phụ hơn và được dung nạp tốt hơn ở phụ nữ. Tiêu chảy và men gan tăng cao có thể xảy ra ở cả hai giới. Hiếm khi, flutamide có thể gây tổn thương gan, bệnh phổi kẽ, nhạy cảm với ánh sáng, tăng methemoglobin, tăng sulfhemoglobin và thiếu bạch cầu trung tính. Nhiều trường hợp suy gan và tử vong đã được báo cáo, điều này đã hạn chế việc sử dụng flutamide.
Flutamide hoạt động như một chất đối kháng chọn lọc của thụ thể androgen (AR), cạnh tranh với androgen như testosterone và dihydrotestosterone (DHT) để gắn với AR trong các mô như tuyến tiền liệt. Bằng cách đó, nó ngăn chặn tác dụng của chúng và ngăn chúng kích thích các tế bào ung thư tuyến tiền liệt phát triển. Flutamide là một tiền chất cho một hình thức tích cực hơn. Flutamide và dạng hoạt động của nó tồn tại trong cơ thể trong một thời gian tương đối ngắn, điều này khiến cho cần phải dùng flutamide nhiều lần mỗi ngày.
Flutamide được mô tả lần đầu tiên vào năm 1967 và lần đầu tiên được giới thiệu cho sử dụng y tế vào năm 1983. Nó đã trở nên có sẵn ở Hoa Kỳ vào năm 1989. Thuốc đã được thay thế phần lớn bằng các NSAA mới hơn và cải tiến, cụ thể là bicalutamide và enzalutamide, do hiệu quả, khả năng dung nạp, an toàn và tần suất dùng thuốc tốt hơn (một lần mỗi ngày) và hiện được sử dụng khá ít.

## Sử dụng trong y tế

### Ung thư tuyến tiền liệt
GnRH được phát hành bởi các đồi trong một nhịp thời trang; điều này làm cho tuyến yên trước tiết ra hormone luteinizing (LH) và hormone kích thích nang trứng (FSH). LH kích thích tinh hoàn sản xuất testosterone, được chuyển hóa thành DHT nhờ enzyme 5α-reductase.

## Dược lý

### Dược lực học

Hydroxyflutamide, dạng hoạt động của flutamide.

#### Hoạt động kháng androgen
| Hợp chất                                                                                 | <abbr title="<nowiki>Androgen receptor</nowiki>">AR <abbr title="<nowiki>Relative binding affinity</nowiki>">RBA (%) |
| ---------------------------------------------------------------------------------------- | --- |
| Metribolone                                                                              | 100 |
| Dihydrotestosterone                                                                      | 85 |
| Codoterone axetat                                                                        | 7,8 |
| Bicalutamid                                                                              | 1,4 |
| Nilutamid                                                                                | 0,9 |
| Hydroxyflutamide                                                                         | 0,57 |
| Flutamid                                                                                 | <0,0057 |
| Lưu ý: Mô tuyến tiền liệt của con người được sử dụng cho các xét nghiệm. Nguồn: Xem mẫu. | |

| Antiandrogen | Hiệu lực tương đối |
| --- | ------------------ |
| Zanoterone | 0,4                |
| Codoterone axetat | 1                  |
| Flutamid | 3,3                |
| Hydroxyflutamide | 3,5                |
| Bicalutamid | 4.3                |
| Mô tả: Hiệu lực tương đối của thuốc kháng huyết thanh dùng đường uống trong việc đối kháng 0,8 đến 1,0 mg / kg <abbr title="<nowiki>subcutaneous injection</nowiki>">sc testosterone propionate -induced tuyến tiền liệt bụng tăng cân trong thiến non nớt chuột đực. Nguồn: Xem mẫu. |                    |

## Hóa học
Không giống như các hormone mà nó cạnh tranh, flutamide không phải là một steroid; đúng hơn, nó là một anilide thay thế. Do đó, nó được mô tả là không steroid để phân biệt với các thuốc chống ung thư steroid cũ như cyproterone axetat và megestrol axetat.

### Tổng hợp

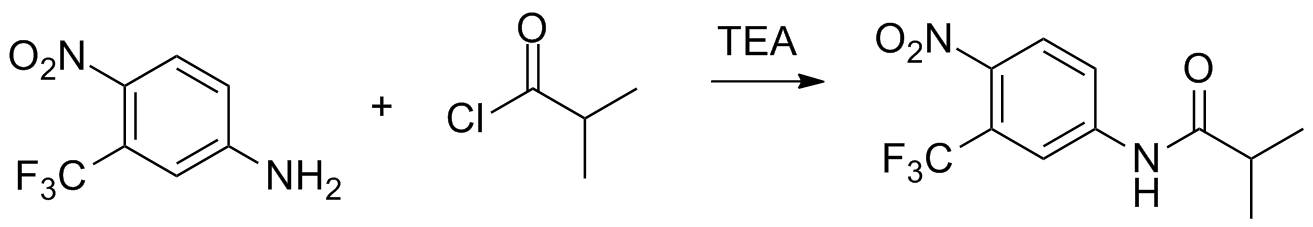
Tổng hợp flutamid. Schering,

## Xã hội và văn hoá

### Tên gốc
Flutamide là tên gốc của thuốc và INN, USAN, BAN, DCF và JAN. Tên của nó trong tiếng Latin, tiếng Đức và tiếng Tây Ban Nha lần lượt là flutamidum, flutamid và flutamida. Thuốc cũng đã được gọi bằng tên niftolide.

### Tên thương hiệu
Tên thương hiệu của flutamide bao gồm hoặc đã bao gồm Cebatrol, Cytomid, Drogenil, Etaconil, Eulexin, Flucinom, Flumid, Flutacan, Flutamid, Flutamida, Flutamin, Flutan, Flutaplex, Flutap 

### Tính khả dụng
Flutamide được bán rộng rãi trên toàn thế giới, bao gồm ở Hoa Kỳ, Canada, Châu Âu, Úc, New Zealand, Nam Phi, Trung và Nam Mỹ, Đông và Đông Nam Á, Ấn Độ và Trung Đông.

## Nghiên cứu

### Ung thư tuyến tiền liệt
Sự kết hợp của estrogen và flutamide như một hình thức phong tỏa androgen kết hợp để điều trị ung thư tuyến tiền liệt đã được nghiên cứu.

### Tiền liệt tuyến lớn
Flutamide đã được nghiên cứu trong điều trị tăng sản tuyến tiền liệt lành tính (BPH; tuyến tiền liệt mở rộng) ở nam giới trong một số nghiên cứu lâm sàng. Nó đã được tìm thấy để giảm thể tích tuyến tiền liệt khoảng 25%, tương đương với mức giảm đạt được với chất ức chế 5α-reductase finasteride. Thật không may, nó có liên quan đến các tác dụng phụ trong các nghiên cứu này bao gồm gynecomastia và đau vú (ở khoảng 50% bệnh nhân), rối loạn tiêu hóa như buồn nôn, tiêu chảy, đầy hơi và nhiễm độc gan, mặc dù chức năng tình dục bao gồm ham muốn tình dục và khả năng cương dương vẫn được duy trì.

### Ung thư vú
Flutamide đã được nghiên cứu để điều trị ung thư vú tiến triển trong hai thử nghiệm lâm sàng giai đoạn II nhưng được phát hiện là không hiệu quả. Trong tổng số 47 bệnh nhân, chỉ có ba phản ứng ngắn hạn xảy ra. Tuy nhiên, các bệnh nhân trong các nghiên cứu được lựa chọn không phân biệt tình trạng AR, ER, PR hoặc HER2, tất cả đều không rõ.

### Bulimia neurosa
Flutamide đã được nghiên cứu trong điều trị bulimia neurosa ở phụ nữ.